# GOODS

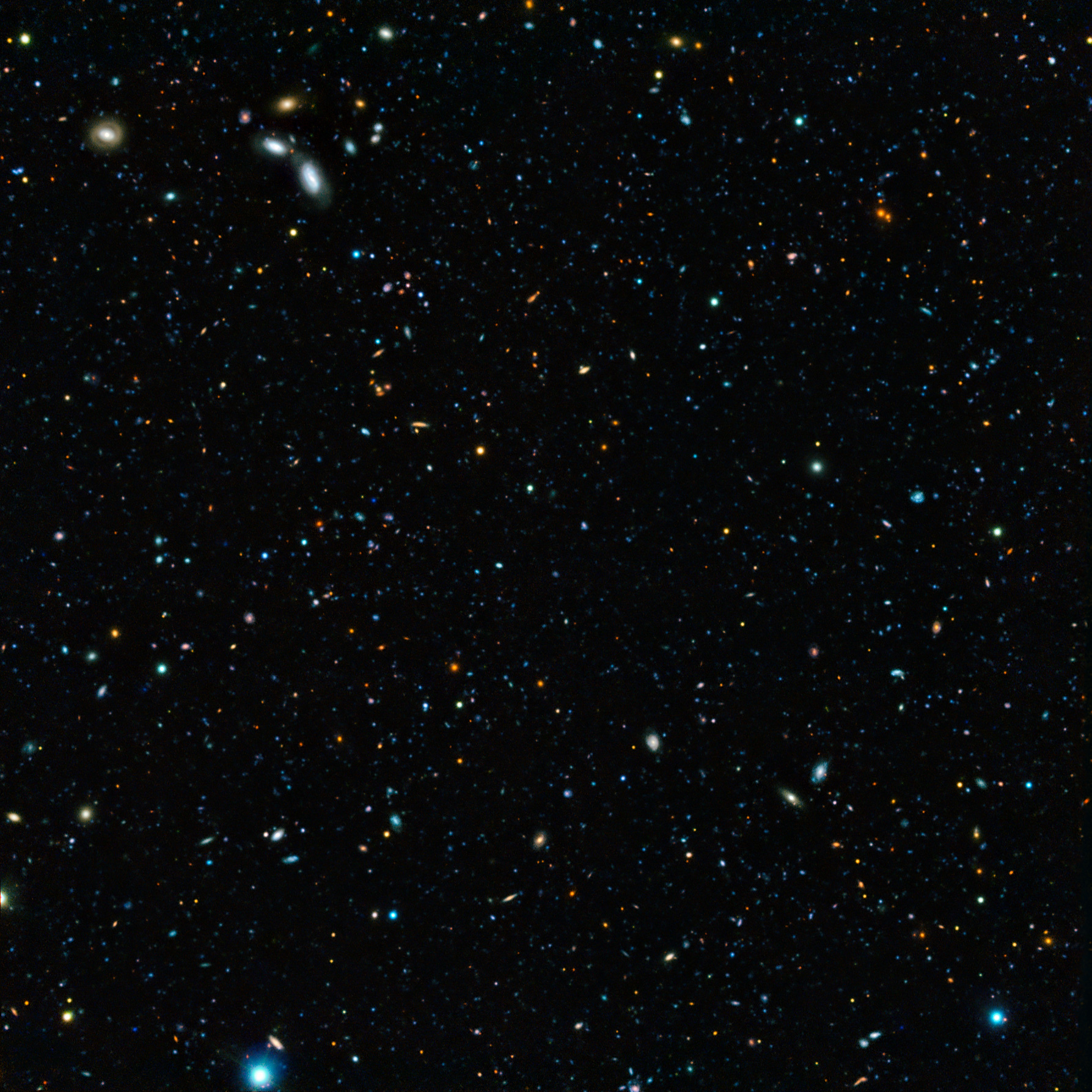
Immagine composita del campo GOODS Sud, realizzata dall'osservazione profonda usando due dei quattro telescopi giganti da 8,2 metri facenti parte del complesso Very Large Telescope dell'ESA.

Il GOODS o Great Observatories Origins Deep Survey è un sondaggio astronomico realizzato combinando le osservazioni del cielo profondo di tre grandi telescopi spaziali NASA: l'Hubble Space Telescope, lo Spitzer Space Telescope e il Chandra X-ray Observatory e con altri telescopi spaziali come il XMM Newton, e alcuni dei più potenti telescopi terrestri. Il progetto che si è realizzato per consentire agli astronomi lo studio dell'evoluzione galattica nelle zone più lontane (e quindi anche in quelle più vicine) dell'universo.
GOODS consiste in immagini nello spettro visibile e in quello del vicino infrarosso, realizzate dalla Advanced Camera for Surveys del telescopio spaziale Hubble, combinate con il Very Large Telescope e il telescopio di 4 metri presso il Kitt Peak National Observatory; quelle nell'infrarosso provengono dal telescopio spaziale Spitzer. Sono stati poi aggiunti dei dati preesistenti (nel campo dei raggi X) dal Chandra X-ray Observatory e dal telescopio ESA XMM-Newton. Due campi di 10 minuti d'arco per 16 minuti d'arco; uno centrato nell'Hubble Deep Field nord (12h 36m 55s, +62° 14m 15s) e l'altro sul Chandra X-ray Observatory Deep Field South (3h 32m 30s, -27° 48m 20s). I due campi GOODS sono le aree più ricche di informazioni del cielo in termini di copertura di profondità e di lunghezza d'onda.

## Strumenti
GOODS consiste in dati provenienti dai seguenti telescopi spaziali:
- L'Hubble Space Telescope (immagini nel visibile utilizzando l'Advanced Camera for Surveys)
- Lo Spitzer Space Telescope (immagini nell'infrarosso)
- Il Chandra X-ray Observatory (Raggi-X)
- L'XMM-Newton (un telescopio di proprietà dell'ESA)
- L'Herschel Space Observatory (un telescopio nel campo degli infrarossi di proprietà ESA)

## Immagini dell'Hubble Space Telescope
L'Hubble Space Telescope ha realizzato le foto usando quattro filtri, centrati a 435, 606, 775 e 850 nm. Il risultato è un'area che copre di circa 30 volte l'area dell'Hubble Deep Field, fornendo i redshift di oltre 60.000 galassie, nonché un eccellente esempio per lo studio delle galassie brillanti e alti redshift.

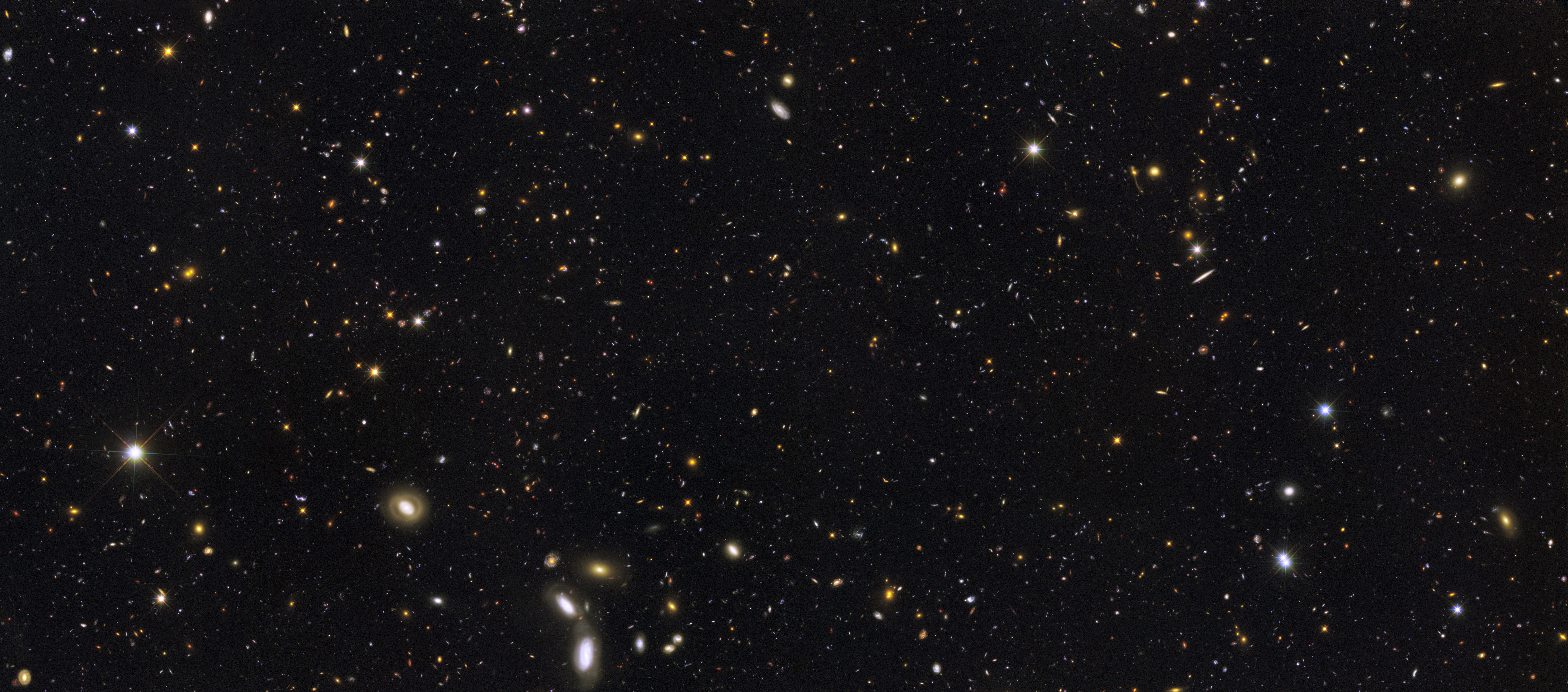
GOODS Field (Hubble)

## Herschel
Nel maggio 2010, gli scienziati hanno annunciato che i dati nel campo infrarosso provenienti dall'Herschel Space Observatory sono stati aggiunti agli altri già facenti parte del progetto GOODS, dopo un'analisi iniziale dei dati usando la strumentazione "PACS and SPIRE" dell'Hershcel Space Observatory. Nell'ottobre 2009, durante l'osservazione del campo nord del GOODS e di quello Sud, il telescopio Herschel identificò alcune sorgenti del radiazione infrarossa di fondo.